# Lijst van oorlogsmonumenten in Leidschendam-Voorburg
De Nederlandse gemeente Leidschendam-Voorburg heeft 5 oorlogsmonumenten. Hieronder een overzicht.
| Nr.                             | Object                                   | Herdachte groep | Ontwerper                                                  | Onthulling      | Type                                              | Locatie                                              | Plaats                | Coördinaten                  | Foto                                     |
| ------------------------------- | ---------------------------------------- | --- | ---------------------------------------------------------- | --------------- | ------------------------------------------------- | ---------------------------------------------------- | --------------------- | ---------------------------- | ---------------------------------------- |
| 649                             | Verzetsmonument                          | algemeen | Gerard van Remmen                                          | 1948            | zuil                                              | Prins Bernhardlaan, 2274 HT                          | Voorburg              | 52° 4' 35" NB, 4° 21' 46" OL | Verzetsmonument                          |
| 1181                            | Monument voor de gevallenen              | militairen in dienst van het Ned. Kon. 1940-1945 | prof. ir. J.A. Lucas (ontwerp), Marian Gobius (uitvoering) | 1 augustus 1940 | gedenksteen                                       | Park Leeuwenberghlaan, 2267 BM                       | Leidschendam          | 52° 3' 34" NB, 4° 21' 24" OL | Monument voor de gevallenen              |
| 2793                            | Monument bij het voormalige gemeentehuis | algemeen | Albert Termote (1877-1978)                                 | 1947            | reliëf                                            |                                                      | Voorburg              | 52° 4' 33" NB, 4° 21' 30" OL | Monument bij het voormalige gemeentehuis |
| 3228                            | Monument voor Vrede en Vrijheid          | militairen in dienst van het Ned. Kon. na 1945, koopvaardijpersoneel, militairen in dienst van het Ned. Kon. 1940-1945, burgerslachtoffers, burgers voormalig Nederlands-Indië, vervolgden Nederland, verzet Nederland | Inbo                                                       | 4 mei 2007      | overig                                            | Rodelaan, 2266 HK                                    | Voorburg              | 52° 4' 54" NB, 4° 22' 35" OL | Meer afbeeldingen                        |
| 4238                            | Gedenkteken bombardement Bezuidenhout    | burgerslachtoffers |                                                            |                 | verzamelgraf, gedenkmuur met plaquette, sculptuur | Algemene begraafplaats, Parkweg 105, 2271 XE         | Voorburg              | 52° 4' 12" NB, 4° 21' 51" OL |                                          |
| Dit oorlogsmonument op Wikidata | Stolpersteine                            | Joodse oorlogsslachtoffers, vervolgden Nederland | Gunter Demnig                                              |                 | reliëf                                            | Zie Lijst van Stolpersteine in Leidschendam-Voorburg | Leidschendam-Voorburg |                              | Meer afbeeldingen                        |

Alblasserdam ·
Albrandswaard ·
Alphen aan den Rijn ·
Barendrecht ·
Bodegraven-Reeuwijk ·
Capelle aan den IJssel ·
Delft ·
Den Haag ·
Dordrecht ·
Goeree-Overflakkee ·
Gorinchem ·
Gouda ·
Hardinxveld-Giessendam ·
Hendrik-Ido-Ambacht ·
Hillegom ·
Hoeksche Waard ·
Kaag en Braassem ·
Katwijk ·
Krimpen aan den IJssel ·
Krimpenerwaard ·
Lansingerland ·
Leiden ·
Leiderdorp ·
Leidschendam-Voorburg ·
Lisse ·
Maassluis ·
Midden-Delfland ·
Molenlanden ·
Nieuwkoop ·
Nissewaard ·
Noordwijk ·
Oegstgeest ·
Papendrecht ·
Pijnacker-Nootdorp ·
Ridderkerk ·
Rijswijk ·
Rotterdam ·
Schiedam ·
Sliedrecht ·
Teylingen ·
Vlaardingen ·
Voorne aan Zee ·
Voorschoten ·
Waddinxveen ·
Wassenaar ·
Westland ·
Zoetermeer ·
Zoeterwoude ·
Zuidplas ·
Zwijndrecht